# Yoo Seung-woo
Yoo Seung Woo (en hangul, 유승우; Cheonan, Corea del Sur, 26 de febrero de 1997) es un cantante, compositor y guitarrista surcoreano. Es conocido por estar en el Top 6 de Mnet's Superstar K4.

## Carrera
El 3 de mayo de 2012, Seung-Woo publicó su vídeo musical "Hello", la pista del título de su primer miniálbum, The First Picnic. Publicó The First Picnic el 8 de mayo de 2013. Un año más tarde, lanzó el vídeo musical "Hesitating Lips" la pista del título de su segundo álbum Already 19 en 9 de febrero de 2014. Él es actualmente un estudiante de Seoul Music High School y firmó con Starship Entertainment en 2015 luego de que su antiguo contrato con su antigua agencia venciera.  El 1 de febrero de 2016 Seung-woo lanzó el vídeo musical "Whatever", la pista del título de su tercer miniálbum, Pit a Pat.

## Discografía

### Álbumes
| Yoo Seung Woo                                                    | - Lanzamiento:4 de septiembre de 2014 - Discográdica: UK Muzik, CJ E&M - Formatos: CD, descarga digital | 15 | Ver listaLista de canciones 1. Intro 2. 나 말고 모두 다 (Everyone Else But Me) 3. 아름다운 노래 (Beautiful Song) 4. LOVE 5. 밤이 아까워서 (Because The Night Is So Precious) (Clean Ver.) 6. 권태기 - 연인송 (Gwontaegi-Lovers Song) (Feat. BESTie Hyeyeon) 7. 학창시절 (School Days) 8. 아프지 마요 (Don't Hurt) (어머니/Mother) - 부모님송 (Parent's Song) 9. 무법자 (Outlaw) 10. 밤이 아까워서 (Because The Night Is So Precious) (Band Ver.) | KOR:1499 |
| "—" indica que no hubo medición o lanzamiento en ese territorio. | |    | |          |

### Miniálbum (EP)
| Información del álbum                                                                                | Lista de canciones |
| --- | --- |
| The First Picnic - Lanzamiento: 8 de mayo de 2013 - Discográfica: UK Muzik, CJ E&M - Formato: CD, DL | Ver lista 1. 소풍 (Intro) 2. 너와 나 (You and I) 3. 헬로 (Hello) 4. 한심한 남자가 부르는 노래 (The Love Song Sung By A Pathetic Guy) 5. 서툰 사랑 (Clumsy Love) 6. 헬로 (Hello) (Inst.) 7. 서툰 사랑 (Inst.) |
| Already 19 - Lanzamiento: 10 de febrero de 2014 - Discográfica: UK Muzik, CJ E&M - Formato: CD, DL   | Ver lista 1. 입술이 밉다 (Hesitating Lips) 2. Hello my world 3. Baby is U 4. 그날 (That Day) 5. 유후(U who?) Feat. San E 6. 입술이 밉다 (Hesitating Lips) (Inst.) 7. Baby is U (Inst.)                       |

### Sencillos
| 2013                                                             | «헬로 (Hello)»                                     | 12 | — | 379 571 | The First Picnic |
| 2013                                                             | «너와 나 (You and I)»                              | 19 | — | 350 443 | The First Picnic |
| 2013                                                             | «유후 (U Who?) (Feat. San E)»                      | 5  | — | 261 271 | Already 19       |
| 2014                                                             | «입술이 밉다 (Hesitating Lips)»                    | 15 | — | 139 383 | Already 19       |
| 2014                                                             | «밤이 아까워서 (Because The Night Is So Precious)» | 42 | — | 85 510  | Yoo Seung Woo    |
| 2014                                                             | «나 말고 모두 다 (Everyone Else But Me)»           | —  | — | 22 322  | Yoo Seung Woo    |
| 2015                                                             | «Take My Hand»                                     | —  | — | TBA     | —                |
| 2015                                                             | «You're Beautiful»                                 | 17 | — | 443 427 | —                |
| "—" indica que no hubo medición o lanzamiento en ese territorio. |                                                    |    |   |         |                  |

### Otras canciones
| Año  | Sencillo                       | Álbum                           |
| ---- | ------------------------------ | ------------------------------- |
| 2012 | «My Son» (Kim Gun Mo)          | Superstar K4 Top12 Part.1       |
| 2012 | «열정» (Se7en)                 | Superstar K4 Top12 Part.2       |
| 2012 | «말하는 대로» (처진 달팽이)    | Superstar K4 Top12 Part.3       |
| 2012 | «Butterfly» (Jason Mraz)       | Superstar K4 Top 12 Part.4      |
| 2012 | «Sing A Song»                  | It's Top 12                     |
| 2013 | «유후 (U Who?) (Feat. (San E)» | U Who?                          |
| 2014 | «니가 오는 날»                 | Two Weeks OST Part. 3           |
| 2014 | "어떡하나요"                   | Cunning Single Lady OST Part. 1 |

## Filmografía

### Programas de televisión
| Año  | Título              | Rol                                                        | Canal |
| ---- | ------------------- | ---------------------------------------------------------- | ----- |
| 2012 | Superstar K4        | Él mismo                                                   | Mnet  |
| 2016 | King of Mask Singer | Concursó como "Tightrope Life the King's Man", (ep. 61-62) | MBC   |
| 2019 | King of Mask Singer | Concursó como "The Emperor's New Clothes", (ep. 199-200)   | MBC   |

## Premios y nominaciones
| Año  | Premio                  | Categoría            | Trabajo nominado | Resultado |
| ---- | ----------------------- | -------------------- | ---------------- | --------- |
| 2013 | Mnet Asian Music Awards | Best New Male Artist | "Bad Girl"       | Nominado  |